# Takamagahara (manga)
Takamagahara (タカマガハラ?) è un manga giapponese edito da Shūeisha all'interno di Weejly Shōnen Jump a partire dal numero 32 del 9 luglio 2012, per venire poi concluso nel numero 49 del 5 novembre 2012.
È stato pubblicato anche in America sul settimanale Shonen Jump Alpha.

## Trama
Yamato è un giovane ragazzo con il desiderio di diventare mangaka, vive in casa con i suoi quattro fratelli Yamada, famosi in tutto il mondo per la loro forza. Un giorno Yamato sarà costretto a combattere con un gruppo di delinquenti che governano la sua scuola e in quel momento scoprirà l'esistenza del suo dono divino, un potere che possiede ogni persona, ma solo 1 su mille circa ne scopre l'esistenza.
Il suo professore, che è un membro del Takamagahara, una scuola composta da sole persone con poteri divini, gli impone una scelta: essere ucciso oppure frequentare l'istituto per padroneggiare il proprio dono divino.

## Personaggi
- Yamato Yamada: È il protagonista del manga, possiede il potere dei pugni divini, che sono avvolti in grosse bende, e consiste in una super forza. Ha un carattere serio e si impegna con tutto se stesso per fare manga, ma nonostante tutto, nessuno ama i suoi disegni. Combatte raramente, ma quando lo fa, a differenza dei fratelli, combatte per proteggere una persona a lui cara.
- Kikuchi: È un insegnante supplente della scuola di Yamato, ma poi si scopre che ha anche lui un potere divino e fa parte del Takamagahara. Il suo scopo è dare la caccia ai possessori di poteri divini. Il potere di Kikuchi consiste nel trasformare ogni cosa in lettere e trasferire queste ultime in un libro.

## Volumi
| Nº | Data di prima pubblicazione | Data di prima pubblicazione |
| Nº | Giapponese                  |                             |
| -- | --------------------------- | --------------------------- |
| 1  | 4 aprile 2013               |                             |
| 2  | 4 aprile 2013               |                             |